# Esplai
Az Esplai egy olyan helyi, nonprofit önkéntes szervezet, amely különféle szabadidős foglalkozásokat nyújt gyermekeknek és fiataloknak. Valamint előtérbe helyezi az iskolarendszeren kívüli oktatásukat, képzésüket is. Fő célja, hogy elősegítse a társadalom fejlődését a gyermekjogok támogatásával és védelmével.
Az Esplai gyökerei egészen a cserkészmozgalomig nyúlnak vissza. Az 1960-as évek óta igen nagy népszerűségnek örvend a katalán régiókban. Legnagyobb szövetsége: "ESPLAC, Esplais Catalans".

## Áttekintés
2006-ban több, mint 35,000 tagja volt az Esplai-nak Katalóniában, ahol a cserkészmozgalom még szintén jelen van.
Az Esplai-on belül kevésbé érvényesül az a fajta hierarchikus felépítettség, mint a cserkészetnél, viszont hasonló módon működnek. A gyerekek játszanak, játékos módon tanulnak, kézműves feladatokat oldanak, illetve csoportbeszélgetéseket tartanak nekik és túrázni is viszik őket. Mindezeknek pedagógiai céljuk is van, hogy a gyermekek fejlődését segíthessék. Egy Esplai központban általában 100 gyermek és 10 pedagógus van és ezeket a szervezeteket többnyire fiatal önkéntesek működtetik.

## Működése és tevékenységek[2]

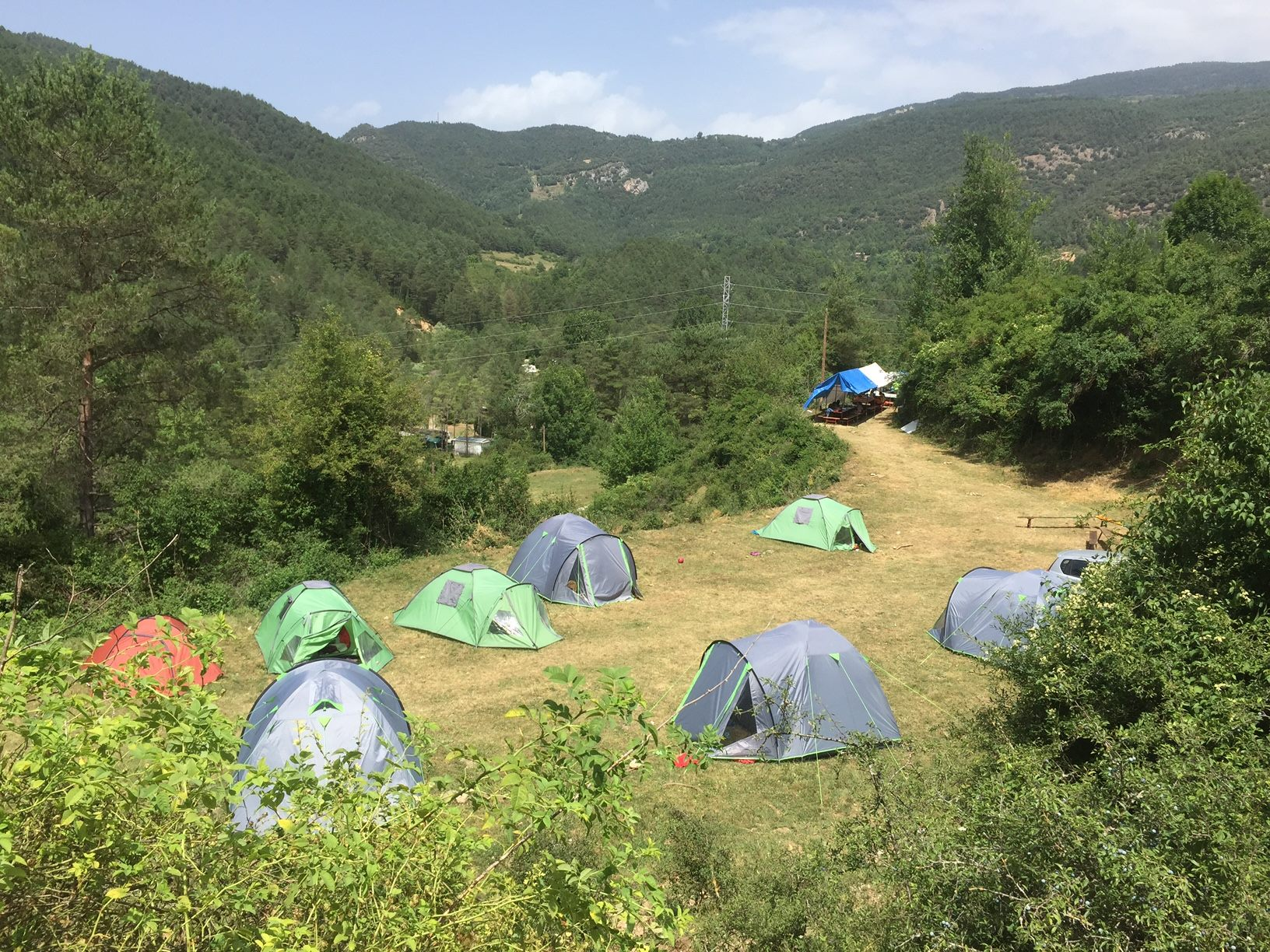
Esplai nyári táborozás

Egy ilyen szervezet több, különböző típusú foglalkozást és időtöltési formát nyújt: iskolán kívüli tevékenységeket, nyári programokat, táborozásokat. A legkedveltebbek a hétvégi (általában szombati), körülbelül 3 órás foglalkozások, ahol a gyerekek mindenféle tevékenységben vehetnek részt a vezetők (monitor) felügyelete alatt. A programok minden Esplai szervezeten belül hasonló módon épülnek fel és csak apróbb dolgokban különböznek egymástól. Ide említhető a változó időtartam és természetesen a különféle helyszínek sokasága.
A foglalkozások közül több típus és pont is kiemelkedik, melyekre a leginkább támaszkodnak ezekben a szervezetekben és ezek alapjaira építik az iskolán kívüli nevelést és oktatást: 
- játékok
- szakkörök
- kirándulások, az egyén környezetének megismerése végett
- sport
- közös időtöltés
- egyéni jellemfejlődés segítése
- együttes részvétel és felelősségvállalás megtanulásaKirándulás

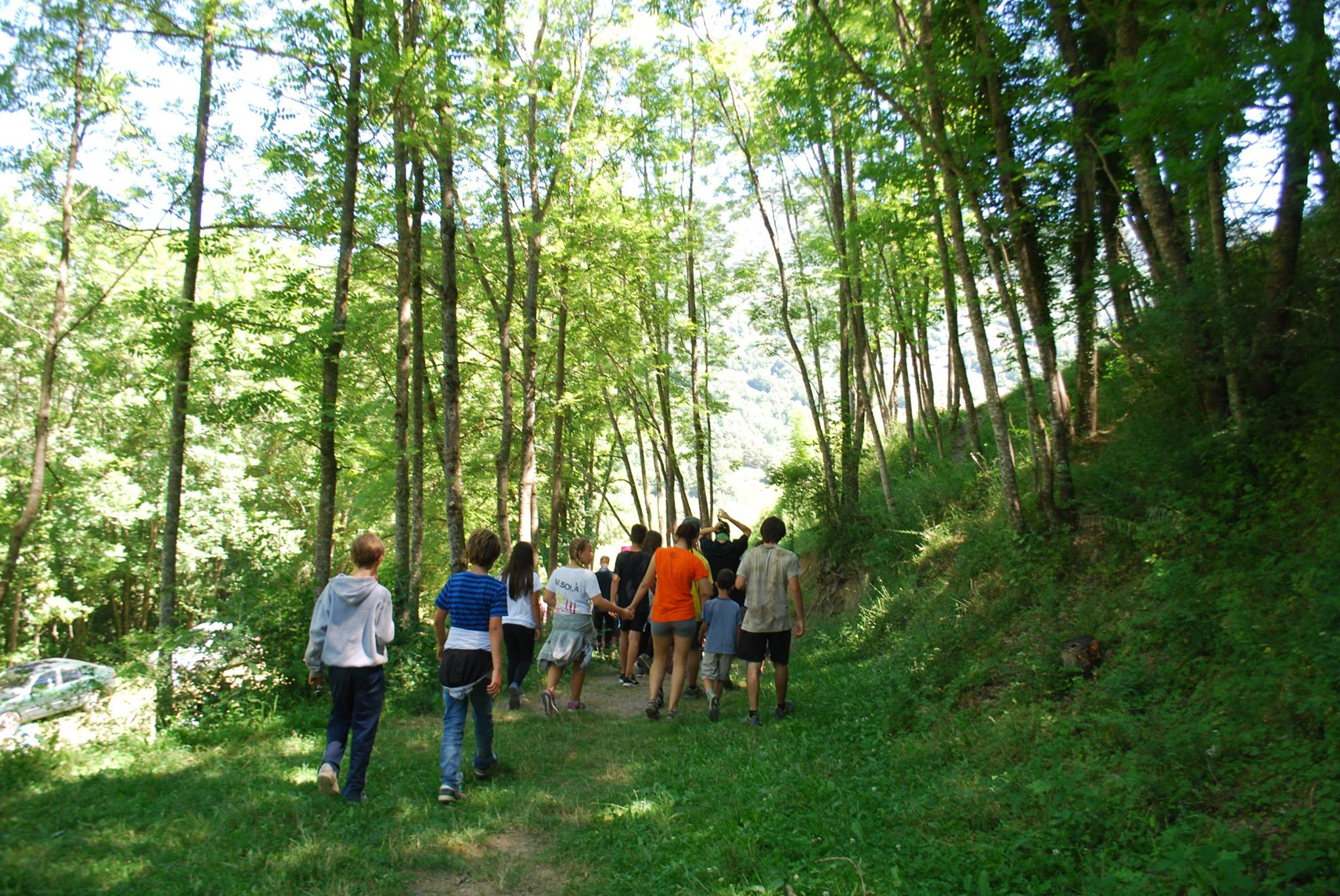
Kirándulás

Minden Esplai szervezet természetesen a saját vonzáskörzetébe eső városok és falvak körében érdekelt. A gyermekek szülői engedéllyel járhatnak ide. Továbbá céljuk, hogy a fiatalokat olyan módon nevelhessék, hogy azok valódi értékkel rendelkező emberekké érhessenek egy olyan perspektívát nyújtó csoportból, mely még ezen felül a társadalom és a környezet elvárásait is figyelembe veszi.